# Jean-Louis Nomicos
Jean-Louis Nomicos, né le 4 juin 1967 à Marseille, est un chef cuisinier français étoilé au Guide Michelin.

## Biographie
Jean-Louis Nomicos passe son enfance à Allauch, un petit village situé entre Aubagne et Aix-en-Provence. C'est à l'âge de douze ans qu'il a une attirance pour la cuisine provençale en feuilletant le livre de Jean-Baptiste Reboul, bible de la cuisine provençale, que ses grands-mères utilisaient pour cuisinier les grands classiques Méditerranéens.
Jean-Louis Nomicos obtient son CAP Cuisine Pâtisserie en alternance entre le lycée Hôtelier de Marseille et le restaurant « L'Oursinade » auprès du chef René Alloin à Marseille.
À l'âge de 18 ans, il rejoint la brigade d'Alain Ducasse au restaurant « La Terrasse » à Juan-les-Pins.
En 1986, il suit Alain Ducasse à Monaco pour ouvrir le restaurant l'Horloge.
Par la suite, Jean-Louis Nomicos passe un an et demi comme sous-chef à l'hôtel Vistaero Palace à Roquebrune.
En 1990, il rejoint Alain Ducasse à l'hôtel de Paris, à Monaco où il restera huit ans. Pendant cette période, il voyage aux quatre coins du monde avec Alain Ducasse, notamment en Asie, en Europe, en Amérique du Nord et en Amérique du Sud.
En 1997, Alain Ducasse lui propose de devenir le chef de cuisine du restaurant La Grande Cascade à Paris au Bois de Boulogne où il obtiendra dès la première année 1 étoile au Guide Michelin.
Entre 2001 et 2010, il devient le chef du célèbre restaurant « Lasserre » où il réalise une cuisine technique et raffinée qui le récompensera de deux étoiles au célèbre et très convoité Guide Michelin.
En décembre 2010, Joël Robuchon quitte son Restaurant du 16 avenue Bugeaud à Paris, Jean-Louis Nomicos prend la suite et ouvre son propre restaurant « Les Tablettes Jean-Louis Nomicos » actuellement une étoile au Guide Michelin.
En 2015, il prend la tête du restaurant « Le Franck », situé dans l'enceinte de la Fondation Louis Vuitton.

## Plat prestigieux
En 1997 au restaurant de La Grande Cascade à Paris, Jean-Louis Nomicos élabore pour la première fois lors d'un déjeuner de presse un plat : le « Macaroni aux truffes noires et foie gras ». Cette création s'est révélée comme étant son plat signature. On peut le retrouver encore à la carte dans tous les restaurants où le chef a exercé depuis. L'authentique Macaroni est toujours présent à la carte du restaurant « Les Tablettes Jean-Louis Nomicos ».